# Pyracantha crenulata
Pyracantha crenulata là loài thực vật có hoa trong họ Hoa hồng. Loài này được (D. Don) M. Roem. miêu tả khoa học đầu tiên năm 1847.

## Hình ảnh

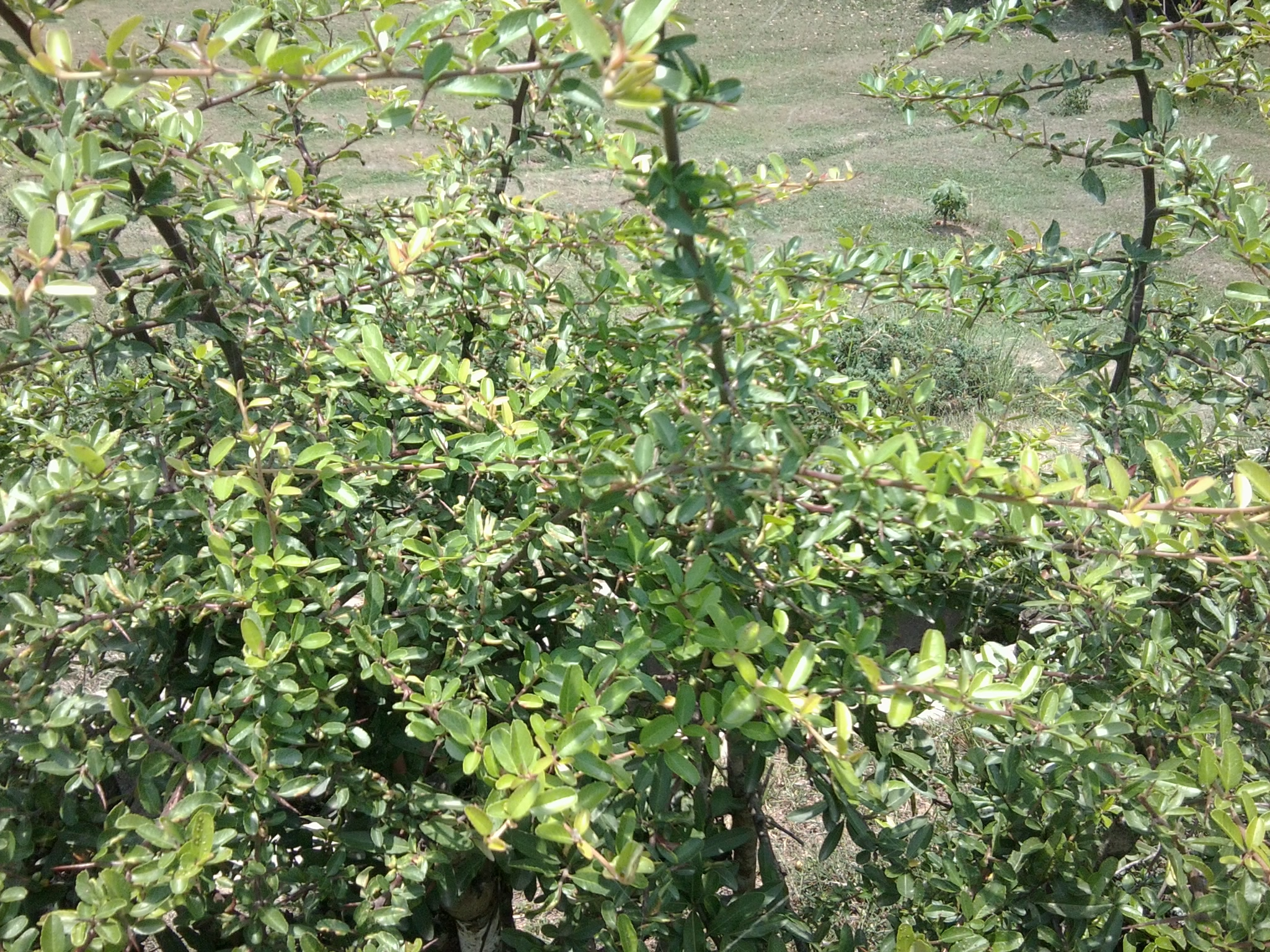
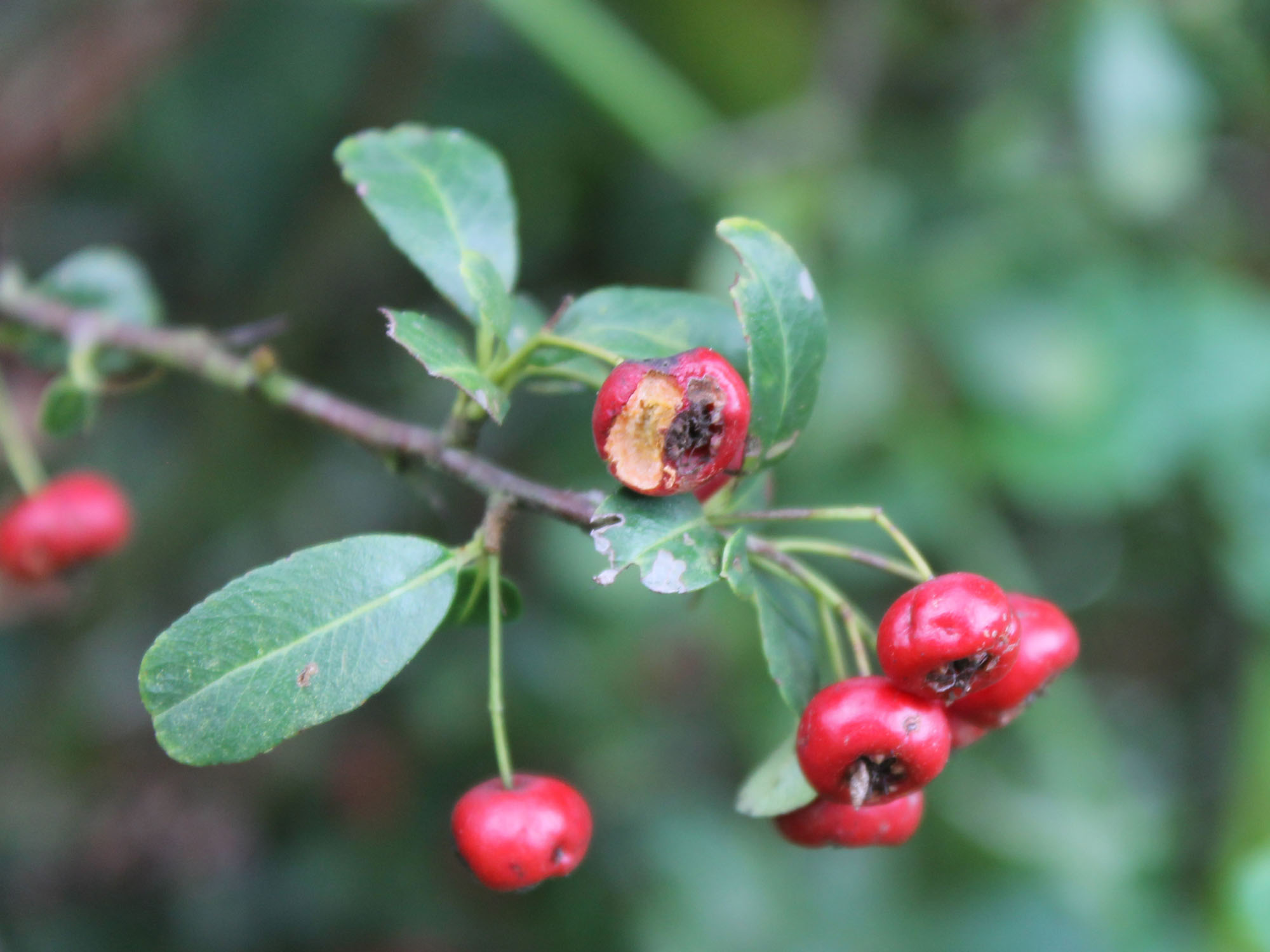
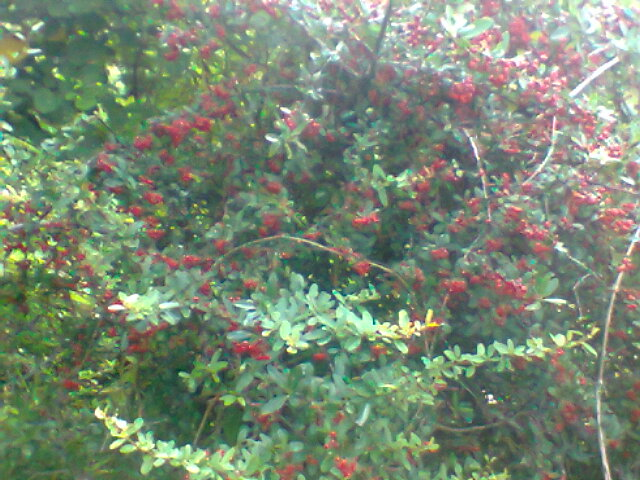